# Clara Pontoppidan

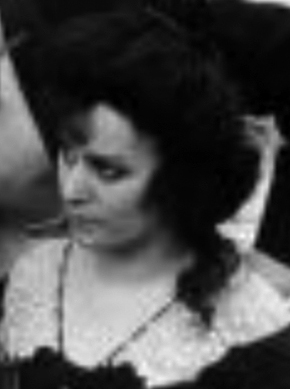
Clara Pontoppidan

Clara Pontoppidan (* 23. April 1883 in Kopenhagen; † 22. Januar 1975 in Hellerup) war eine dänische Theater- und Filmschauspielerin.

## Leben
Bereits 1892 besuchte sie die Ballettschule des dänischen königlichen Theaters Det Kongelige Teater. Als Schauspielerin debütierte sie dort 1901. Spätere Engagements führten sie an das Dagmarteatret, Det Ny Teater und Alexandra-teatret. 1902 hatte sie derweil ihren ersten Filmauftritt als Balletttänzerin; ab 1910 vermehrt auch als Schauspielerin in dänischen Stummfilmen.
1925 folgte die Rückkehr an Det kongelige Teater, wo sie am 21. Dezember 1973 bei dessen Jubiläumsgala zum 225-jährigen Bestehen mit Puks Epilog aus Shakespeares Ein Mitsommernachtstraum auch ihren letzten Auftritt als Mimin hatte.
Weitere bemerkenswerte Rollen der Theaterschauspielerin, die auch an internationalen Filmproduktionen wie z. B. Hexen mitwirkte, waren u. a. die Frau Markmann in Kaj Munks Døden 1966, die Amme in August Strindbergs Faderen (Premiere am 10. Mai 1950), aber auch diverse Rollen in den zeitgenössischen dänischen Theaterstücken Kjeld Abells, der die „große Stimme“ der Pontoppidan schätzte.
Clara Pontoppidan, die mit ihrem Schauspielerkollegen Carlo Wieth verheiratet war, ist auf dem Ordruper Friedhof begraben.

## Filmografie (Auswahl)
- 1910: Dorian Grays Portræt
- 1911: Die weiße Sklavin II (Den hvide slavehandel II)
- 1912: Eine Dollarprinzessin (Vor tids dame)
- 1920: Die Lumpenprinzessin (Stodderprinsessen)
- 1920: Blätter aus dem Buche Satans (Blade af Satans bog)
- 1922: Hexen (Häxan)
- 1924: The Princess of Illyria (Der var engang)
- 1924: Hadda Padda
- 1966: Slap af, Frede!
- 1972: Professor Bumskes Liebesschule (Takt og tone i himmelsengen)

## Auszeichnungen (Auswahl)
- 1931: Ingenio et arti
- 1992: Tagea Brandts Rejselegat
- 1958: Bodil in der Kategorie Beste Hauptdarstellerin für En kvinde er overflødig
- 1958: Teaterpokalen
- 1959: Dannebrogorden

## Autobiografie
- Eet liv – mange liv Udgivet. 4 Bände. Hasselbalch, Kopenhagen 1949–1954.

## Diskografie
- Clara Pontoppidan : CBS 88168